# Skilanglauf-Slavic-Cup 2023/24
Der Skilanglauf-Slavic-Cup 2023/24 war eine von der FIS organisierte Wettkampfserie, die zum Unterbau des Skilanglauf-Weltcups 2023/24 gehörte. Sie begann am 16. Dezember 2023 in Štrbské Pleso und endete am 4. Februar 2024 in Ptaszkowa. Die Gesamtwertung der Männer gewann Andrej Renda und bei den Frauen wurde Wiktorija Olech Erste in der Gesamtwertung.

## Männer

### Resultate
| 1. Slavic-Cup in Štrbské Pleso, 16. und 17. Dezember 2023 | 1. Slavic-Cup in Štrbské Pleso, 16. und 17. Dezember 2023 | 1. Slavic-Cup in Štrbské Pleso, 16. und 17. Dezember 2023 | 1. Slavic-Cup in Štrbské Pleso, 16. und 17. Dezember 2023 | 1. Slavic-Cup in Štrbské Pleso, 16. und 17. Dezember 2023 |
| --------------------------------------------------------- | --------------------------------------------------------- | --------------------------------------------------------- | --------------------------------------------------------- | --------------------------------------------------------- |
| Datum                                                     | Disziplin                                                 | Erster Platz                                              | Zweiter Platz                                             | Dritter Platz                                             |
| 16. Dezember 2023                                         | Sprint Freistil                                           | Dmytro Drahun                                             | Andrij Dozenko                                            | Matej Badáň                                               |
| 17. Dezember 2023                                         | 10 km klassisch                                           | Andrej Renda                                              | Andrij Dozenko                                            | Denis Tilesch                                             |

| 2. Slavic-Cup in Wisła, 13. und 14. Januar 2024 | 2. Slavic-Cup in Wisła, 13. und 14. Januar 2024 | 2. Slavic-Cup in Wisła, 13. und 14. Januar 2024 | 2. Slavic-Cup in Wisła, 13. und 14. Januar 2024 | 2. Slavic-Cup in Wisła, 13. und 14. Januar 2024 |
| ----------------------------------------------- | ----------------------------------------------- | ----------------------------------------------- | ----------------------------------------------- | ----------------------------------------------- |
| Datum                                           | Disziplin                                       | Erster Platz                                    | Zweiter Platz                                   | Dritter Platz                                   |
| 13. Januar 2024                                 | 10 km klassisch                                 | Piotr Jarecki                                   | Łukasz Gazurek                                  | Mateusz Haratyk                                 |
| 14. Januar 2024                                 | 15 km Freistil                                  | Piotr Jarecki                                   | Andrej Renda                                    | Łukasz Gazurek                                  |

| 3. Slavic-Cup in Ptaszkowa, 3. und 4. Februar 2024 | 3. Slavic-Cup in Ptaszkowa, 3. und 4. Februar 2024 | 3. Slavic-Cup in Ptaszkowa, 3. und 4. Februar 2024 | 3. Slavic-Cup in Ptaszkowa, 3. und 4. Februar 2024 | 3. Slavic-Cup in Ptaszkowa, 3. und 4. Februar 2024 |
| -------------------------------------------------- | -------------------------------------------------- | -------------------------------------------------- | -------------------------------------------------- | -------------------------------------------------- |
| Datum                                              | Disziplin                                          | Erster Platz                                       | Zweiter Platz                                      | Dritter Platz                                      |
| 3. Februar 2024                                    | Sprint klassisch                                   | Michał Skowron                                     | Mateusz Haratyk                                    | Piotr Sobiczewski                                  |
| 4. Februar 2024                                    | 10 km klassisch                                    | Mateusz Haratyk                                    | Michał Skowron                                     | Andrej Renda                                       |

### Gesamtwertung Männer
| Endstand (Top 10) |                   |        |
| \| Rang \| Name \| Punkte \| \| ---- \| ----------------- \| ------ \| \| 1. \| Andrej Renda \| 354 \| \| 2. \| Mateusz Haratyk \| 285 \| \| 3. \| Michał Skowron \| 252 \| \| 4. \| Andrij Dozenko \| 209 \| \| 5. \| Piotr Jarecki \| 200 \| \| 6. \| Dmytro Drahun \| 190 \| \| 7. \| Łukasz Gazurek \| 140 \| \| 8. \| Piotr Sobiczewski \| 137 \| \| 9. \| Denis Tilesch \| 131 \| \| 10. \| Witalij Trusch \| 124 \| |                   |        |
| Rang | Name              | Punkte |
| 1. | Andrej Renda      | 354    |
| 2. | Mateusz Haratyk   | 285    |
| 3. | Michał Skowron    | 252    |
| 4. | Andrij Dozenko    | 209    |
| 5. | Piotr Jarecki     | 200    |
| 6. | Dmytro Drahun     | 190    |
| 7. | Łukasz Gazurek    | 140    |
| 8. | Piotr Sobiczewski | 137    |
| 9. | Denis Tilesch     | 131    |
| 10. | Witalij Trusch    | 124    |

## Frauen

### Resultate
| 1. Slavic-Cup in Štrbské Pleso, 16. und 17. Dezember 2023 | 1. Slavic-Cup in Štrbské Pleso, 16. und 17. Dezember 2023 | 1. Slavic-Cup in Štrbské Pleso, 16. und 17. Dezember 2023 | 1. Slavic-Cup in Štrbské Pleso, 16. und 17. Dezember 2023 | 1. Slavic-Cup in Štrbské Pleso, 16. und 17. Dezember 2023 |
| --------------------------------------------------------- | --------------------------------------------------------- | --------------------------------------------------------- | --------------------------------------------------------- | --------------------------------------------------------- |
| Datum                                                     | Disziplin                                                 | Erster Platz                                              | Zweiter Platz                                             | Dritter Platz                                             |
| 16. Dezember 2023                                         | Sprint Freistil                                           | Wiktorija Olech                                           | Lucie Tůmová                                              | Anastassija Iwantschenko                                  |
| 17. Dezember 2023                                         | 10 km klassisch                                           | Wiktorija Olech                                           | Sofija Schkatula                                          | Anastassija Iwantschenko                                  |

| 2. Slavic-Cup in Wisła, 13. und 14. Januar 2024 | 2. Slavic-Cup in Wisła, 13. und 14. Januar 2024 | 2. Slavic-Cup in Wisła, 13. und 14. Januar 2024 | 2. Slavic-Cup in Wisła, 13. und 14. Januar 2024 | 2. Slavic-Cup in Wisła, 13. und 14. Januar 2024 |
| ----------------------------------------------- | ----------------------------------------------- | ----------------------------------------------- | ----------------------------------------------- | ----------------------------------------------- |
| Datum                                           | Disziplin                                       | Erster Platz                                    | Zweiter Platz                                   | Dritter Platz                                   |
| 13. Januar 2024                                 | 10 km klassisch                                 | Andżelika Szyszka                               | Aleksandra Kołodziej                            | Kamila Idziniak                                 |
| 14. Januar 2024                                 | 15 km Freistil                                  | Andżelika Szyszka                               | Kamila Idziniak                                 | Anna Milerská                                   |

| 3. Slavic-Cup in Ptaszkowa, 3. und 4. Februar 2024 | 3. Slavic-Cup in Ptaszkowa, 3. und 4. Februar 2024 | 3. Slavic-Cup in Ptaszkowa, 3. und 4. Februar 2024 | 3. Slavic-Cup in Ptaszkowa, 3. und 4. Februar 2024 | 3. Slavic-Cup in Ptaszkowa, 3. und 4. Februar 2024 |
| -------------------------------------------------- | -------------------------------------------------- | -------------------------------------------------- | -------------------------------------------------- | -------------------------------------------------- |
| Datum                                              | Disziplin                                          | Erster Platz                                       | Zweiter Platz                                      | Dritter Platz                                      |
| 3. Februar 2024                                    | Sprint klassisch                                   | Magdalena Kobielusz                                | Andżelika Szyszka                                  | Wiktorija Olech                                    |
| 4. Februar 2024                                    | 10 km klassisch                                    | Magdalena Kobielusz                                | Andżelika Szyszka                                  | Oliwia Buśko                                       |

### Gesamtwertung Frauen
| Endstand (Top 10) |                          |        |
| \| Rang \| Name \| Punkte \| \| ---- \| ------------------------ \| ------ \| \| 1. \| Wiktorija Olech \| 396 \| \| 2. \| Andżelika Szyszka \| 360 \| \| 3. \| Magdalena Kobielusz \| 290 \| \| 4. \| Oliwia Buśko \| 174 \| \| 5. \| Kamila Idziniak \| 140 \| \| 6. \| Sofija Schkatula \| 130 \| \| 7. \| Anna Żółtak \| 123 \| \| 8. \| Anastassija Iwantschenko \| 120 \| \| 9. \| Eliška Bímanová \| 108 \| \| 10. \| Jana Leblochová \| 107 \| |                          |        |
| Rang | Name                     | Punkte |
| 1. | Wiktorija Olech          | 396    |
| 2. | Andżelika Szyszka        | 360    |
| 3. | Magdalena Kobielusz      | 290    |
| 4. | Oliwia Buśko             | 174    |
| 5. | Kamila Idziniak          | 140    |
| 6. | Sofija Schkatula         | 130    |
| 7. | Anna Żółtak              | 123    |
| 8. | Anastassija Iwantschenko | 120    |
| 9. | Eliška Bímanová          | 108    |
| 10. | Jana Leblochová          | 107    |